# Sans arme, ni haine, ni violence
Pour plus de détails, voir Fiche technique et Distribution.
Sans arme, ni haine, ni violence est un film français réalisé par Jean-Paul Rouve, sorti en 2008.

## Synopsis
En 1977 à Nice, Albert Spaggiari est arrêté par la police, emmené dans le bureau du juge d'instruction pour y être interrogé, mais il réussit à s'évader du bureau en sautant par la fenêtre. Six mètres plus bas, il atterrit sur une voiture et s'enfuit à moto. On n'entendra plus parler de lui. Il part pour l'Amérique du Sud où il fera de nouvelles rencontres, notamment un mystérieux journaliste qui vient l'interviewer dans sa retraite dorée.

## Fiche technique
- Titre original : Sans arme, ni haine, ni violence
- Réalisation : Jean-Paul Rouve
- Scénario : Jean-Paul Rouve et Benoît Graffin
- Décors : Gilles Graziano
- Costumes : Camille Duflos
- Photographie : Christophe Offenstein
- Son : Jean-Marie Blondel
- Production : Aissa Djibri, Pauline Duhault et Farid Lahoussa
- Sociétés de production : Elia Film, Vertigo, M6 films, Studio 37, Mars Films
- Pays de production :  France
- Langue originale : français
- Genre : biopic
- Durée : 88 minutes
- Date de sortie :
  - France : 16 avril 2008

## Distribution
- Jean-Paul Rouve : Albert Spaggiari
- Alice Taglioni : Julia
- Gilles Lellouche : Vincent Goumard
- Maxime Leroux : « 68 »
- Patrick Bosso : le truand 1
- Anne Marivin : la femme flic
- Renan Carteaux : Renaud
- Jean-Philippe Puymartin : le commissaire Dréan
- Pom Klementieff : Nhi
- Arsène Mosca : le Targui
- Denis Braccini : le truand 2
- Éric Fraticelli : le truand 3
- Éric Frey : le juge Bouaziz
- Florence Loiret Caille : Nathalie Goumard
- Timothé Riquet : Bastien Goumard
- Jean-Gilles Barbier : le maigre
- Philippe Girard : le bijoutier
- François Berland : l'avocat
- Marie-Bénédicte Roy : Josy
- Jean-François Lenogue : le garde du corps 1
- Stefan Liberski : le directeur de la banque
- Milan Argaud : Albert Spaggiari à 14 ans
- Michel Feder : le maître d’hôtel
- Frankie Pain : la vieille dame
- Gérard Depardieu : le parrain des truands marseillais (voix)

## Production

### Attribution des rôles
Gérard Depardieu fait une brève apparition dans le rôle d'un authentique parrain marseillais, dont le nom ne pouvait cependant être cité sous peine d'un procès avec l'intéressé. Jean-Paul Rouve a donc décidé que le visage du comédien incarnant le personnage n'apparaîtrait pas à l’écran, et a proposé à Gérard Depardieu de jouer le rôle. Cette situation fait l'objet d'un message humoristique pendant le générique de fin : « Et pour la première fois pas à l'écran, Gérard Depardieu. ».